# Albert Bozenhard

Albert Bozenhard

Albert Bozenhard (* 14. Februar 1860 in Ulm; † 13. Januar 1939 in Stuttgart) war ein deutscher Schauspieler und Operettensänger (Bariton).

## Leben
Mit 15 Jahren beschloss Bozenhard, Schauspieler zu werden. Er ging nach Stuttgart und nahm dramatischen Unterricht bei dem Hofschauspieler Karl von Jendersky. Am 12. März 1877 debütierte er als Schüler in Faust am Württembergischen Hoftheater. Er hatte mit seinem Auftritt Erfolg beim Publikum und erhielt ein festes Engagement, während dessen er vor allem als „jugendlicher Liebhaber“ auftrat. 1879 wechselte er an das Deutsche Hoftheater in Petersburg. Dort wirkte er nicht nur als Schauspieler, sondern auch als Operettensänger der Stimmlage Bariton. Zu seinen bedeutendsten Rollen gehörten der Einstein in Die Fledermaus und Ollendorf in Der Bettelstudent. 1881 bis 1884 war er am Staatstheater in Moskau tätig.

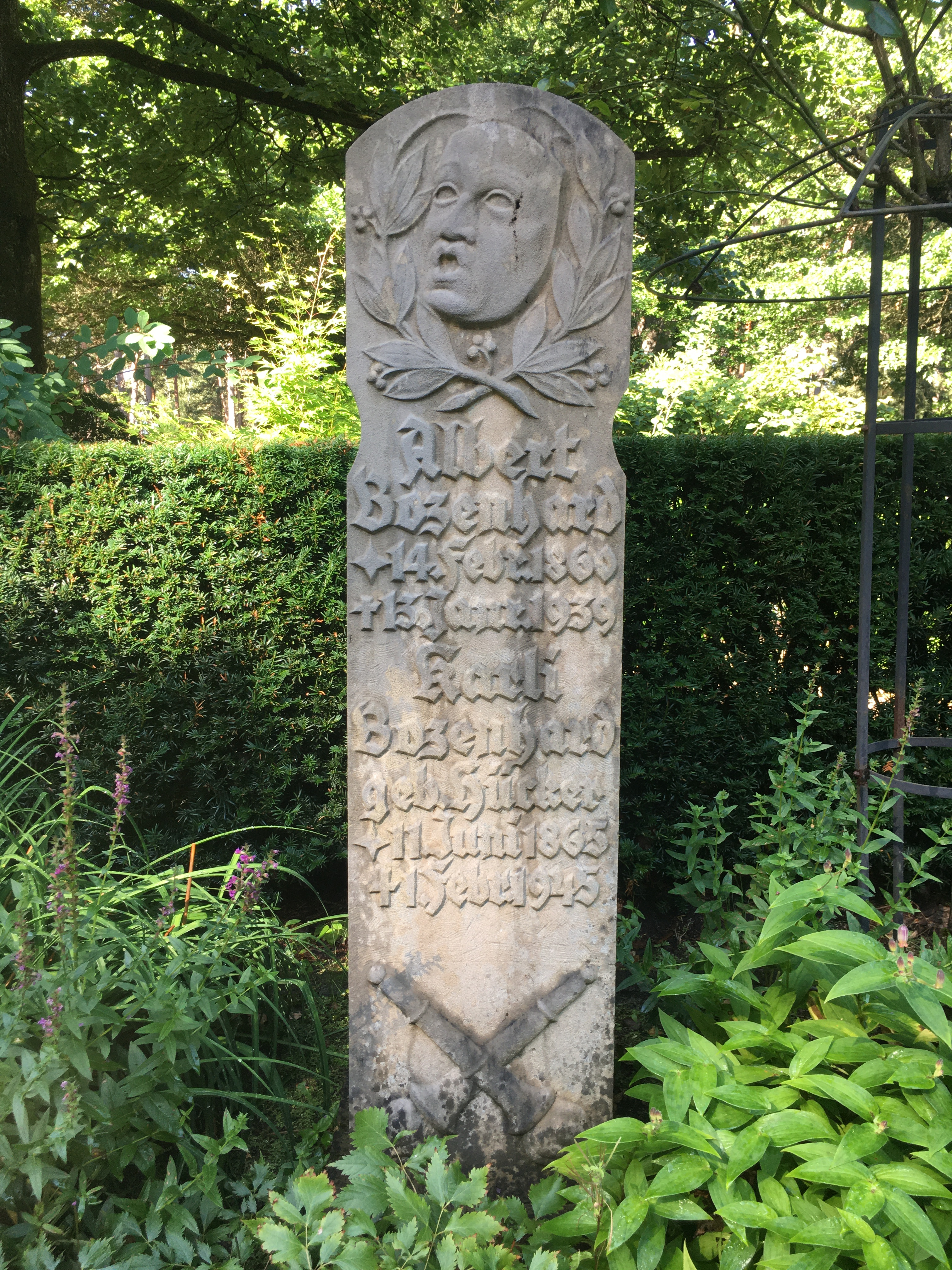
Grabstein Albert Bozenhard im Garten der Frauen auf dem Friedhof Ohlsdorf

1885 ging Bozenhard nach Hamburg und wurde Mitglied des Ensembles des Thalia Theaters. In Hamburg bekam Bozenhard den Spitznamen „Boz“ oder auch „uns' Boz“. Der vielseitige Schauspieler wurde dort sehr beliebt, insbesondere in den Jahren 1900 bis 1912 war er der wichtigste männliche Darsteller des Thalia Theaters. Zu seinen Hauptrollen gehörten unter anderem Don Carlos, Mortimer, Reif-Reiflingen und Veilchenfresser. 1905 verfasste er die Detektiv-Komödie Sherlock Holmes, die unter anderem zwei Jahre später am Hoftheater Stuttgart aufgeführt wurde. Er trat auch in zwei Filmen auf, Künstlerlaunen von Paul Otto (1920) sowie Der Absturz (1922). Zum Ehrenmitglied des Thalia-Theaters ernannt, verließ er 1930 die Bühne. 1939 gab er seinen Schauspielerring, ab da Albert-Bozenhard-Ring genannt, an Ernst Leudesdorff weiter, der bis in die Gegenwart den würdigsten Schauspieler des Thalia Theaters Hamburg auszeichnet.
Bozenhard war mit der Schauspielerin Karli Bozenhard-Hücker verheiratet, die er am Thalia Theater kennengelernt hatte. Seine Grabstätte befindet sich auf dem Friedhof Ohlsdorf in Hamburg. Der Bozenhardweg in Hamburg-Hohenfelde erinnert an ihn. Im gleichen Stadtteil war auch der ehemalige Bozenhardplatz nach ihm benannt.

## Filmografie
- 1913: Eine tolle Wette auf den Imperator
- 1920: Künstlerlaunen oder Der Maler, die Liebe und das Fräulein – Vera-Filmwerke
- 1922: Der Absturz